# Ophioplinthus martensi
Ophioplinthus martensi is een slangster uit de familie Ophiuridae.
De wetenschappelijke naam van de soort werd in 1885 gepubliceerd door Théophile Rudolphe Studer.